# Glen Foster
Glen Foster, född den 14 augusti 1930 i Orange, New Jersey och död den 1 oktober 1999 i New York, var en amerikansk seglare.
Han tog OS-brons i tempest i samband med de olympiska seglingstävlingarna 1972 i München.